# Educação na Turquia

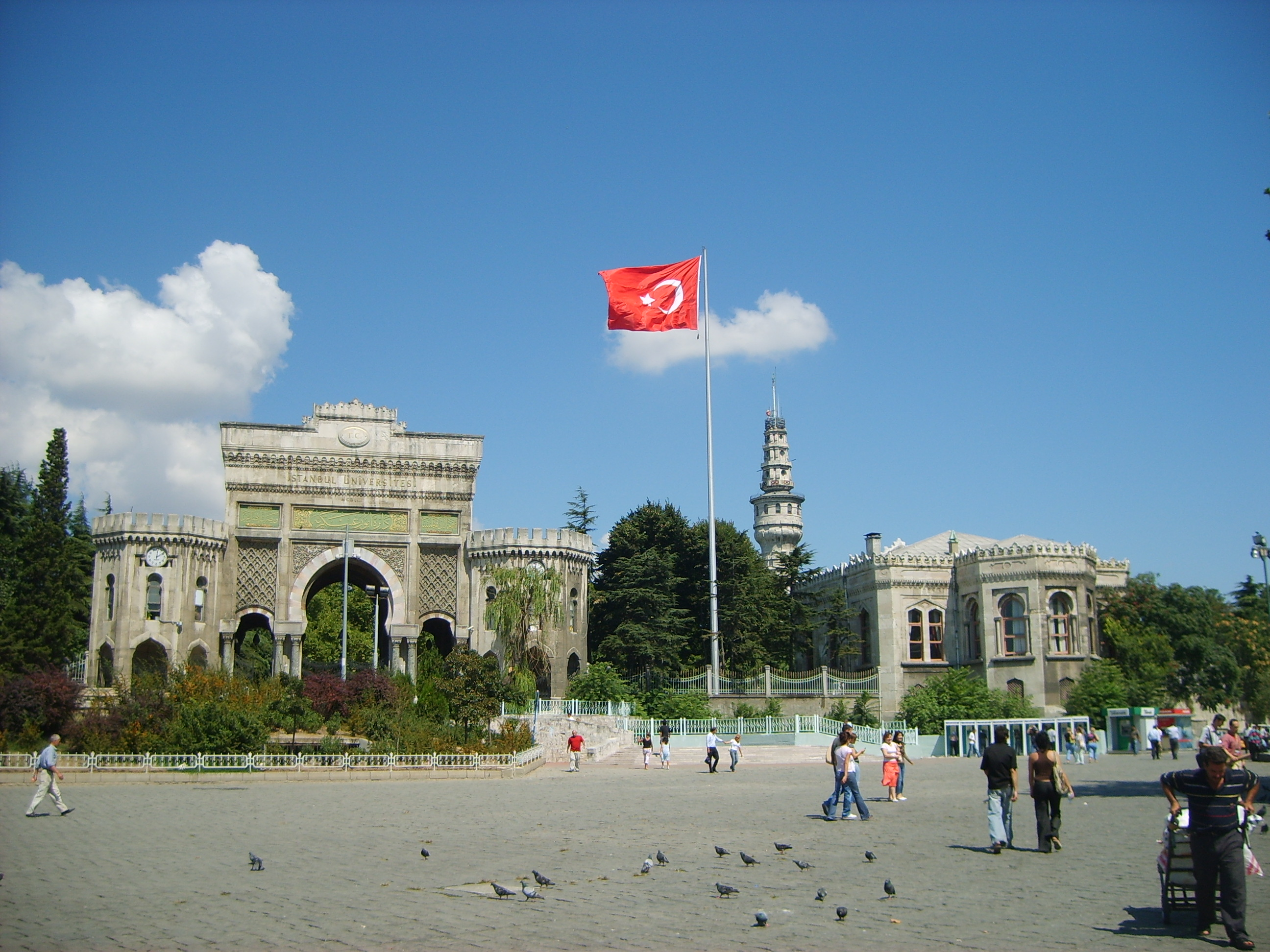
Universidade de Istambul.

O sistema educacional da Turquia foi implementado de acordo com as reformas de Atatürk, ocorridas após da Guerra da Independência. É um sistema supervisionado pelo Estado, projetado para formar mão-de-obra capacitada para o desenvolvimento socioeconómico do país. Uma parte dos estabelecimentos de ensino privado estão ligados a comunidades estrangeiras, minorias étnicas e instituições religiosas.
Em 2009, o orçamento do ministério da educação turco foi de 27 883,7 milhões de liras turcas (cerca de 13 000 mihões de euros ou 19 000 mihões de dólares $US ou 32 a 40  mihões de reais), a que se somaram 8 772,7 milhões de liras para o ensino superior (cerca de 4 000 mihões de euros ou 5 500 mihões $US ou 10 a 12  mihões de reais). Ainda em 2009, a percentagem do orçamento de estado com educação foi 14%, correspondente a 3,3% do Produto interno bruto; em 1997 as mesmas percentagens foram de, respetivamente, 11,2% e 2,4%.

## Ensino pré-primário
Até aos anos 1990, a ensino pré-primário não estava muito generalizado na Turquia, abarcando apenas entre 5 e 10% das crianças, e não havia escolas pré-primárias públicas. Grande parte das famílias com mães trabalhadoras deixava os seus filhos ao cuidado de escolas infantis que ocupam as crianças a partir dos quatro anos de idade com atividades como jogos, teatro, pintura, boas maneiras, canções, etc. A situação tem vindo a mudar gradualmente e em 2009, já existiam 23 653 escolas públicas com classes pré-primárias, 29 342 educadores e 804 765 crianças.
| Indicadores de escolarização da Turquia no ano letivo 2008/2009      | Indicadores de escolarização da Turquia no ano letivo 2008/2009                                    | Indicadores de escolarização da Turquia no ano letivo 2008/2009                                    | Indicadores de escolarização da Turquia no ano letivo 2008/2009                                    | Indicadores de escolarização da Turquia no ano letivo 2008/2009 | Indicadores de escolarização da Turquia no ano letivo 2008/2009 | Indicadores de escolarização da Turquia no ano letivo 2008/2009 |
| Nível de ensino                                                      | Percentagem da população da faixa etária correspondente ao grau de ensino que frequentava a escola | Percentagem da população da faixa etária correspondente ao grau de ensino que frequentava a escola | Percentagem da população da faixa etária correspondente ao grau de ensino que frequentava a escola | Idem incluindo as faixas etárias adjacentes                     | Idem incluindo as faixas etárias adjacentes                     | Idem incluindo as faixas etárias adjacentes                     |
| Nível de ensino                                                      | Total                                                                                              | Sexo masculino                                                                                     | Sexo feminino                                                                                      | Total                                                           | Sexo masculino                                                  | Sexo feminino                                                   |
| -------------------------------------------------------------------- | -------------------------------------------------------------------------------------------------- | -------------------------------------------------------------------------------------------------- | -------------------------------------------------------------------------------------------------- | --------------------------------------------------------------- | --------------------------------------------------------------- | --------------------------------------------------------------- |
| Ensino básico                                                        | 96,5                                                                                               | 97,0                                                                                               | 96,0                                                                                               | 103,8                                                           | 104,9                                                           | 102,7                                                           |
| Ensino secundário                                                    | 58,5                                                                                               | 60,6                                                                                               | 56,3                                                                                               | 76,6                                                            | 81,0                                                            | 72,1                                                            |
| Ensino superior                                                      | 27,7                                                                                               | 29,4                                                                                               | 25,9                                                                                               | 44,3                                                            | 49,1                                                            | 39,3                                                            |
| Taxa de alfabetização global (dados de 2006)                         | 88,1                                                                                               | 96,0                                                                                               | 80,4                                                                                               |                                                                 |                                                                 |                                                                 |
| Média de número de anos de escolarização completados (dados de 1998) | 5,97                                                                                               | 7,01                                                                                               | 4,96                                                                                               |                                                                 |                                                                 |                                                                 |

## Ensino básico
O ensino básico é obrigatório a partir dos sete anos para a generalidade das crianças embora algumas crianças cujo desenvolvimento físico é considerado adequado possam entrar na escola aos seis anos. Em regra, um único professor acompanha a mesma turma durante os oito anos que dura o ensino obrigatório. Devido ao grande número de crianças em idade escolar e à falta de capacidade das escolas, é comum que estas funcionem em dois turnos separados, um de manhã e outro à tarde, o que implica que haja muitos alunos que só têm aulas numa parte do dia, o que por sua vez explica a presença de tantas crianças na rua durante os dias úteis.
A média de alunos por turma varia entre os 20 e os 40, mas em algumas áreas rurais onde há falta de professores este número é por vezes ultrapassado. Por todo o país, a sala de aula típica tem um quadro negro com um retrato de Atatürk por cima, uma cópia do seu discurso à juventude turca num dos lados e o hino nacional do outro. Os princípios de Atatürk, considerados muito importantes, são ensinados às crianças desde os primeiros anos de escola. Os alunos usam uniforme, geralmente azuis, embora em algumas escolas sejam negros. Nas segundas feiras de manhã e nas sextas feiras à tarde decorrem cerimónias de içar e arriar a bandeira nacional. No início de cada dia de escola, os alunos prometem em coro ser honestos, estudiosos, respeitar os mais velhos, proteger os mais novos e amar o seu país mais do que a eles próprios.
A educação é gratuita até ao ensino superior, embora os pais tenham que comprar os uniformes e o material escolar. A duração do ensino obrigatório passou de cinco para oito anos em 1998. No final do ensino básico todos os estudantes fazem um exame final que lhes dá acesso ao ensino secundário.
Em 2009 existiam 33 769 escolas básicas na Turquia, as quais tinham 10 709 920 alunos e 453 318 professores.

## Ensino secundário
Geralmente, o ensino secundário tem a duração de três anos. Neste grau há um professor por cada disciplina e, à semelhança do que se passa no ensino básico, todos os alunos frequentam aulas de uma língua estrangeira, a qual pode ser inglês, francês ou alemão. Dependendo das políticas do governo em funções, a educação religiosa é geralmente opcional e é mais focada no estudo comparativo das religiões do que apenas no Islão.
Além das escolas secundárias públicas comuns, existem ainda as chamadas escolas anatólias, de ciências, de Belas Artes, vocacionais, técnicas e islâmicas (ımam hatip), tanto públicas como privadas, cujos currículos diferem das comuns, mas que fazem assim mesmo parte do sistema educativo nacional. As escolas mais conceituadas são as anatólias, de ciências e as privadas. Nestas escolas, há um ano extra, de "preparação", para aprendizagem da língua estrangeira em que as disciplinas científicas são ministradas no anos seguintes.
O uso de uniforme é obrigatório para todos os alunos. À exceção das escolas privadas, o ensino secundário é gratuito. O custo médio anual por aluno nas escolas privadas ronda os 4 000 dólares US.
Em 2009 existiam 8 675 escolas secundárias na Turquia, as quais tinham 3 837 164 alunos e 196 713 professores.
| Estatísticas escolares da Turquia no ano letivo de 2008/2009                                                               | Estatísticas escolares da Turquia no ano letivo de 2008/2009 | Estatísticas escolares da Turquia no ano letivo de 2008/2009 | Estatísticas escolares da Turquia no ano letivo de 2008/2009 | Estatísticas escolares da Turquia no ano letivo de 2008/2009 | Estatísticas escolares da Turquia no ano letivo de 2008/2009 | Estatísticas escolares da Turquia no ano letivo de 2008/2009 | Estatísticas escolares da Turquia no ano letivo de 2008/2009 | Estatísticas escolares da Turquia no ano letivo de 2008/2009 | Estatísticas escolares da Turquia no ano letivo de 2008/2009 | Estatísticas escolares da Turquia no ano letivo de 2008/2009 | Estatísticas escolares da Turquia no ano letivo de 2008/2009 |
| Nível de ensino | Nível de ensino                                              | Nº de escolas                                                | Número de professores                                        | Número de professores                                        | Número de professores                                        | Número de estudantes                                         | Número de estudantes                                         | Número de estudantes                                         | Número de graduados ‡                                        | Número de graduados ‡                                        | Número de graduados ‡                                        |
| Nível de ensino | Nível de ensino                                              | Nº de escolas                                                | Total                                                        | Homens                                                       | Mulheres                                                     | Total                                                        | Sexo masc.º                                                  | Sexo fem.º                                                   | Total                                                        | Sexo masc.º                                                  | Sexo fem.º                                                   |
| --- | ------------------------------------------------------------ | ------------------------------------------------------------ | ------------------------------------------------------------ | ------------------------------------------------------------ | ------------------------------------------------------------ | ------------------------------------------------------------ | ------------------------------------------------------------ | ------------------------------------------------------------ | ------------------------------------------------------------ | ------------------------------------------------------------ | ------------------------------------------------------------ |
| Pré-primário | Pré-primário                                                 | 23 653                                                       | 29 342                                                       | 1 644                                                        | 27 698                                                       | 804 765                                                      | 421 033                                                      | 383 732                                                      |                                                              |                                                              |                                                              |
| Básico | Total                                                        | 33 769                                                       | 453 318                                                      | 224 644                                                      | 228 674                                                      | 10 709 920                                                   | 5 553 871                                                    | 5 156 049                                                    | 1 1193 761                                                   | 635 015                                                      | 558 746                                                      |
| Básico | Público                                                      | 32 862                                                       | 428 429                                                      | 217 429                                                      | 211 000                                                      | 10 469 932                                                   | 5 423 732                                                    | 5 046 200                                                    | 1 163 458                                                    | 618 230                                                      | 545 228                                                      |
| Básico | Privado                                                      | 907                                                          | 24 889                                                       | 7 215                                                        | 17 674                                                       | 239 988                                                      | 130 139                                                      | 109 849                                                      | 30 303                                                       | 16 785                                                       | 13 518                                                       |
| Secundário (todas as variantes)                                                                                            | Secundário (todas as variantes)                              | 8 675                                                        | 196 713                                                      | 115 030                                                      | 81 683                                                       | 3 837 164                                                    | 2 079 941                                                    | 1 757 223                                                    | 321 741                                                      | 182 058                                                      | 139 683                                                      |
| Secundário (geral) | Total                                                        | 4 053                                                        | 107 789                                                      | 61 801                                                       | 45 988                                                       | 2 271 900                                                    | 1 186 244                                                    | 1 085 656                                                    | 213 506                                                      | 115 530                                                      | 97 976                                                       |
| Secundário (geral) | Público                                                      | 3 270                                                        | 93 073                                                       | 54 800                                                       | 38 273                                                       | 2 161 004                                                    | 1 125 610                                                    | 1 035 394                                                    | 200 756                                                      | 108 252                                                      | 95 504                                                       |
| Secundário (geral) | Privado                                                      | 783                                                          | 14 716                                                       | 7 001                                                        | 7 715                                                        | 110 896                                                      | 60 634                                                       | 50 262                                                       | 12 750                                                       | 7 278                                                        | 5 472                                                        |
| Secundário (vocacional e técnico)                                                                                          | Total                                                        | 4 622                                                        | 88 924                                                       | 53 229                                                       | 35 695                                                       | 1 565 264                                                    | 893 697                                                      | 671 567                                                      | 108 235                                                      | 66 528                                                       | 41 707                                                       |
| Secundário (vocacional e técnico)                                                                                          | Público                                                      | 4 595                                                        | 88 615                                                       | 53 077                                                       | 35 538                                                       | 1 563 885                                                    | 892 859                                                      | 671 026                                                      | 108 032                                                      | 66 402                                                       | 41 630                                                       |
| Secundário (vocacional e técnico)                                                                                          | Privado                                                      | 27                                                           | 309                                                          | 152                                                          | 157                                                          | 1 379                                                        | 838                                                          | 541                                                          | 203                                                          | 126                                                          | 77                                                           |
| ‡ Por graduados entenda-se o número de alunos que terminaram o grau com aproveitamento no ano letivo anterior (2007/2008). |                                                              |                                                              |                                                              |                                                              |                                                              |                                                              |                                                              |                                                              |                                                              |                                                              |                                                              |

## Ensino superior
O primeiro grau do ensino superior na Turquia tem a duração de dois ou quatro anos e é ministrado por universidades ou escolas superiores, todas elas filiadas num Conselho de Educação Superior (YOK) autónomo.
O acesso às universidades passa por um exame de admissão realizado uma vez por ano. Dado existirem mais candidatos do que vagas nos cursos e escolas mais prestigiadas e a nota desse exame ser o principal critério de admissão, é comum que haja estudantes que passem até dois anos a preparar-se para esses exames, o que envolve frequentemente aulas particulares. No início da década de 2000 só cerca de um terço dos candidatos obtinha colocação nas universidades públicas.
Ao contrário do ensino básico e secundário, a frequência do ensino superior público não é gratuito, variando os pagamentos anuais entre 100 e 350 $US. Após os primeiros quatro anos, os estudantes podem optar por cursar mestrados, os quais têm a duração de um ou dois anos. Os mestrados são ligeiramente mais caros e envolvem exames de admissão.
Em 1997, o número de estudantes do ensino superior na Turquia era de 1 434 033 e o número de docentes 50 313. No início da década de 2000 existiam 60 universidades públicas no país.
Em 2008, foi aprovada no parlamento uma lei que autorizava o uso do véu islâmico pelas mulheres nas universidades, um tema recorrente na política turca, emblemático do choque ideológico entre os setores da sociedade mais laicos, defensores da tradição kemalista, e dos setores mais islâmicos e, simultaneamente, reformistas. A lei gerou muita polémica e foi anulada alguns meses depois pelo Tribunal Constitucional. Na altura, um dos refrões das manifestações promovidas contra a lei era: «A Turquia é laica, e assim continuará».